# Rugăciunile începătoare

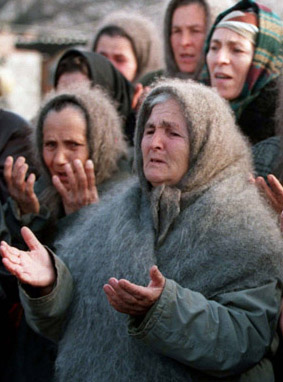
Creştine rugându-se.

Rugăciunile începătoare e o expresiune ce desemnează în ritul bizantin o înlănțuire de rugăciuni scurte, ce se rostesc la începutul marii majorități a slujbelor, iar uneori chiar la sfârșit sau la mijlocul acestora, cu excepțiunea tainelor.
Trisagiul se rostește de trei ori. După unele cărți liturgice, Împărate ceresc, cu pripeala ce-l precede, ar face parte, după altele nu, din rugăciunile începătoare. Acestea sunt:
- Pripeală: «Mărire ție, [Hristoase,] Dumnezeul nostru, mărire ție.»
- Împărate ceresc: «Împărate ceresc, mângâietorule, Duhul adevărului, care pretutindenea ești și pe toate le împlinești, vistierul bunătăților și dătătorule de vieață, vino și te așază întru noi, și ne curățeșce de toată întinăciunea, și mântuiește, bunule, sufletele noastre.»
- Trisagiul: «Sfinte Dumnezeule, Sfinte tare, Sfinte fără de moarte, miluiește-ne pe noi.»
- Doxologia mică: «Mărire Tatălui și Fiului și Sfântului Duh, și acum, și pururea, și în vecii vecilor. Amin.»
- Preasfântă Treime: «Preasfântă Treime, miluiește-ne pe noi. Doamne, curățește păcatele noastre. Stăpâne, iartă fărădelegile noastre. Sfinte, cercetează și vindecă neputințele noastre, pentru numele tău.»
- Kyrie: «Kyrie, eleison; Kyrie, eleison; Kyrie, eleison.» (Doamne miluiește; Doamne miluiește; Doamne miluiește)
- Doxologia mică
- Tatăl nostru.